# Robinsón Pérez
Robinsón Pérez fue una serie de historietas autoconclusivas creada en 1956 por Palop para la revista "Jaimito" de la Editorial Valenciana.

## Argumento y personajes
Cada historieta, de unas pocas viñetas, desarrolla un gag de cariz surrealista en torno a la estancia del náufrago Robinsón Pérez y el loro parlante Filiberto en un islote de forma circular. Éste posee una única y gruesa palmera que sirve de insólita vivienda.

## Valoración
Para el investigador de la historieta Juan Antonio Ramírez se trata de una de las mejores series de la escuela valenciana y la más original de las series duales (es decir, sustentadas en dos personajes) del tebeo español. Muestra, en opinión del crítico Pedro Porcel, el inmenso talento de Palop para construir chistes con unos elementos mínimos.